# Mimotrechus
Mimotrechus is een geslacht van kevers uit de familie van de loopkevers (Carabidae). De wetenschappelijke naam van het geslacht is voor het eerst geldig gepubliceerd in 1972 door Moore.

## Soorten
Het geslacht Mimotrechus omvat de volgende soorten:
- Mimotrechus australiensis (Sloane, 1923)
- Mimotrechus carteri (Sloane, 1920)
- Mimotrechus obscuroguttatus Moore, 1972
- Mimotrechus scitulus Moore, 1972